# Таврский экспресс
Таврский экспресс (тур. Toros Ekspresi) — ночной поезд, получивший своё название от Таврских гор (гряда на юге Турции в провинции Анталия) и курсирующий между Эскишехиром и Аданой. В прошлом это был главный пассажирский поезд, управляемый Compagnie Internationale des Wagons-Lits, ходивший по маршруту между Стамбулом и Багдадом. После 1972 года пассажиры могли путешествовать в Басру через пересадку на экспресс № 2 на центральном вокзале Багдада. В 2003 году, после начала войны в Ираке, этот маршрут был приостановлен. В 2012 году государственная железная дорога возобновила перевозку пассажиров между Эскишехиром и Аданой — предполагается, что поезд снова будет ходить в Стамбул, после завершения работы на путях. Существует возможность, что поезд в будущем продолжит свой прежний маршрут, включая и Багдад.

## История
Строительство железнодорожного пути, по которому впоследствии стал ходить Таврский экспресс началось в начале 1900 годов; участок от Коньи до Багдада стал использоваться уже с 1 ноября 1913 года.
Таврский экспресс, получивший своё название от Таврских гор (гряда на юге Турции в провинции Анталия), совершил свой первый пробег 15 февраля 1930 года. Его маршрут несколько отличался от более позднего: в то время, пассажирам пришлось совершить переезд на автобусе, предоставленном компанией «Compagnie Internationale des Wagons-Lits», на участке пути между Нусайбином и Киркуком; из Киркука они продолжили свой путь по узкоколейной дороге (метровая колея) до Багдада. В 1939 году поезда по такому маршруту из Стамбула в Багдад ходили три раза в неделю: имелась также возможность пересадки на экспрессы до Тегерана и Каира.
С завершением строительства Багдадской железной дороги, 17 июля 1940 года из Стамбула вышел первый Таврский экспресс, открывший непрерывное железнодорожное сообщение: его путь начался на стамбульском вокзале Хайдарпаша в Стамбуле — он успешно прибыл на Багдадский центральный вокзал 20 июля.
Первоначально Таврский экспресс шёл по путям, принадлежавшим Турецким государственным железным дорогам, Южным железным дорогам, Железным дорогам северной Сирии и Киликии, а также — Иракским государственным железным дорогам. Компания «Турецкие государственные железные дороги» приобрела «Южные железные дороги» в 1948 году, а «Сирийские железные дороги» приобрели «Железные дороги северной Сирии и Киликии» в 1965 году. В те годы поезда совершался по два путешествия в неделю, но после 1972 года они стали ходить только один раз в неделю.

## Состав
Состав первых Таврских экспрессов был следующим: Steam Loco 3688, TCDD (Багажный вагон), два CIWL (Спальный вагон), два TCDD (Сидячий вагон), TCDD (Багажный вагон). После 1972 года дизельные тепловозы были главной тягой экспресса, и с 1972 по 2003 год состав поезда был: Локомотив IRR DEM 2000 (на участке Багдад-Каркамыш) / Локомотив TCDD DE 24000 (на участке Каркахыш-Стамбул), TCDD (Почтовый выгон), TCDD (Спальный вагон), TCDD Couchette Car, TCDD (Сидячий вагон), TCDD (Багажный вагон).
Скорость поезда составляла до 140 км/ч — в зависимости от состояния путей. Сегодня путь из Аданы в Конью занимает около шести с половиной часов.

## В массовой культуре
Таврский экспресс был представлен в детективном романе Агаты Кристи «Убийство в „Восточном экспрессе“», вышедшим в 1934 году. Хотя основная часть истории происходит в другом поезде компании «Compagnie Internationale des Wagons-Lits» — Simplon-Orient Express — начальная глава книги повествует о путешествии на Таврском экспрессе: «Глава 1. Важный пассажир „Таврского экспресса“. Около пяти часов зимнего утра вдоль платформы станции Алеппо, что в Сирии, стоял поезд, который все железнодорожные справочники называли „Таврским экспрессом“. Он состоял из вагона-кухни, вагона-ресторана, международного спального и двух вагонов местного назначения. Около ступенек, ведущих в спальный вагон, стоял молодой французский лейтенант, одетый в роскошную форму, и общался с невысоким сухощавым человечком, закутанным от холода так, что его совершенно невозможно было разглядеть, за исключением красного носа и торчащих усов, кончики которых были закручены вверх… О чём шла речь, лейтенант Дюбоск так и не понял, но ему досталась честь проводить месье Пуаро на „Таврский экспресс“, что он теперь и делал с усердием и энтузиазмом молодого офицера, которого ждет в будущем блестящая карьера. — Сегодня воскресенье, — поддерживал светскую беседу лейтенант, — завтра, в понедельник, к вечеру вы будете уже в Стамбуле.»